# 陨铁
隕鐵（Meteoric iron有時拚寫成meteoritic iron）是在隕石內發現，由天然金屬的鐵和鎳為主形成的礦物，主要的形式是錐紋石和鎳紋石。隕鐵構成了鐵隕石的大部分，並且也出現在其他的隕石中。除了少量的地生鐵，隕鐵是唯一在地球表面可以找到的天然原生金屬元素。

## 礦物學
大部分的隕鐵包含鎳紋石和錐紋石。鎳紋石是面心立方體，錐紋石是體心立方體的鐵-鎳合金。
可以從化學上很好的區分隕鐵和地生鐵，地生鐵的鎳含量低，而碳含較量高。
追蹤隕鐵中鎵和鍺的含量可以區分出不同類型的隕石。石鐵隕石的隕鐵與鐵隕石相同的，被歸類為鐵隕石的"鎵鍺集團"。
| 礦物         | 化學分子式              | 鎳 (質量-% Ni) | 晶體結構   | 註解和參考                    |
| ------------ | ----------------------- | -------------- | ---------- | ----------------------------- |
| Antitaenite  | γLow Spin-(Ni,Fe)       | 20-40          | 面心立方體 | IMA已承認為鎳紋石的一種品種。 |
| 錐紋石       | α-(Fe,Ni); Fe0+0.9Ni0.1 | 5-10           | 體心立方體 | 結構與鐵酸鹽相同              |
| 鎳紋石       | γ-(Ni,Fe)               | 20-65          | 面心立方體 | 結構與奧氏體相同              |
| Tetrataenite | (FeNi)                  | 48-57          | 正方的     | [ 3 ]                         |

### 結構
隕鐵有幾種不同的結構，可以通過隕石的薄片或蝕刻看到。魏德曼花紋是隕鐵的錐紋石冷卻時從鎳紋石的鱗片中轉化出來形成。合紋石是這兩種礦物在魏德曼花紋的鱗片中共生形成更細微的構造。諾伊曼線是錐紋石晶體經由撞擊等影響造成的變形細線。

## 文化和歷史的對待

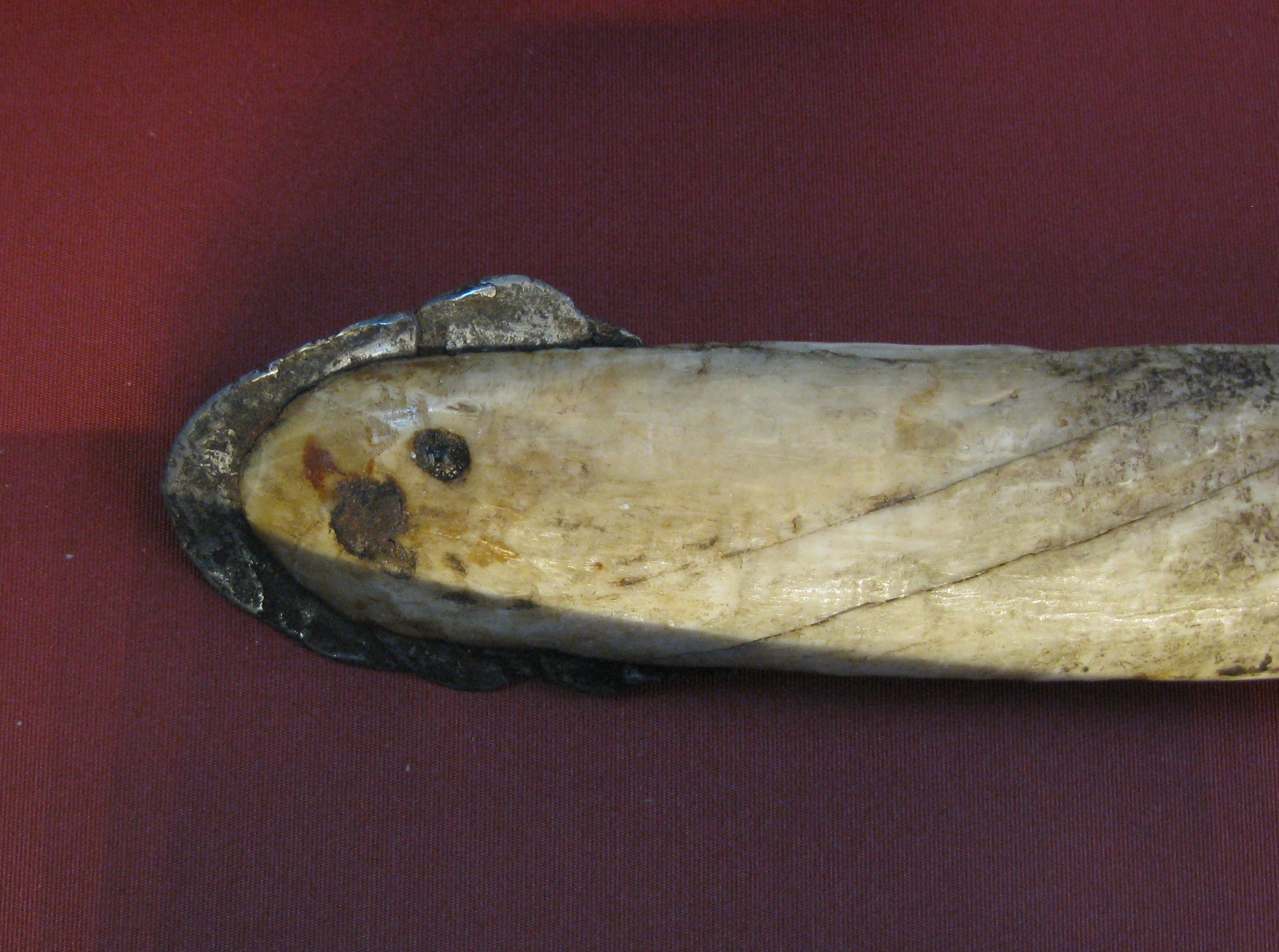
由獨角鯨的獠牙和約克角隕石的鐵座頭部製成的騎槍。

在冶煉鐵出現之前，除了少量大地鐵之外，鐵隕石是鐵金屬的唯一來源。隕鐵在鐵器時代之前已經用來製作文物、工具和武器。
在古埃及格爾津附近墓地發現的金屬鐵顆粒有7.5%的鎳，在圖坦卡蒙的墓穴裡發現一把由隕鐵製成的匕首。
因紐特人使用一部分約克角隕石。
幾個世紀以來，納瑪人都在使用吉丙隕石的碎片。
在西藏，也有使用它們製作各種不同器物的報告（參見護身符，Thokcha），包括鐵人、多聞天王的雕像，都是用鐵隕石雕刻的。在紀元前1,000年，藏傳佛教的雕像，鐵人，用來雕刻的鐵隕石可能是無紋隕鐵；它甚至可能是辛加隕石的碎片。
甚至在冶煉發明之後，隕鐵還是使用這項技術時不可或缺的稀有金屬。在1854年，有一塊克蘭本隕石被製成一隻馬蹄鐵。
今天，隕鐵用在有利可圖的珠寶和裝飾刀上，但大部分用於研究、教育或收藏的目的。

## 大氣現象
隕鐵對地球的大氣也有影響。當隕石穿過大氣層下降時，外面的部分會燒蝕。流星的燒蝕是上層大氣層中許多元素的來源，當隕鐵燒蝕時會形成自由的鐵原子，可以與臭氧作用形成氧化亚鐵（FeO）。氧化鐵是高層大氣中橙色頻譜帶的來源。

## 外部連結
- Pictures of the iron beads of Gerzeh and other artifacts from tomb number 67 （页面存档备份，存于）